# Teorema de Lee Hwa Chung
El Teorema de Lee Hwa Chung es un teorema de la topología simpléctica.
El enunciado es el siguiente. Sea M una variedad simpléctica con forma simpléctica ω. Sea {\displaystyle \alpha } una k-forma diferencial sobre M que es invariante para todos los campos Hamiltonianos. Entonces:
- Si k es impar, {\displaystyle \alpha =0.}

- Si k es par, {\displaystyle \alpha =c\times \omega ^{\wedge {\frac {k}{2}}}}, donde {\displaystyle c\in \mathbb {R} .}

- Datos: Q6513990